# Гранели (Пјаченца)
Гранели (итал. Granelli) је насеље у Италији у округу Пјаченца, региону Емилија-Ромања.
Према процени из 2011. у насељу је живело 19 становника. Насеље се налази на надморској висини од 242 м.